# بريان بارتلي
بريان بارتلي (بالإنجليزية: Bryan Bartley)‏ هو مهندس مدني نيوزيلندي، ولد في 30 نوفمبر 1928 في Epsom, New Zealand ‏ في نيوزيلندا، وتوفي في 24 مارس 2015 في Mount Eden ‏ في نيوزيلندا.